# HMS Dunkirk (1754)
Pour les autres navires du même nom, voir HMS Dunkirk.
Le  HMS Dunkirk est un vaisseau de ligne de quatrième rang de 60 canons, construit pour la Royal Navy suivant les normes navales britanniques de 1745 (en) par les chantiers de Woolwich et lancé le 22 juillet 1754.

## Histoire
Le Dunkirk est envoyé en Amérique en 1755, avec d'autres vaisseaux sous les ordres du vice admiral Edward Boscawen. Le 5 juin, l'escadre repère quatre navires français en route vers le Canada sous les ordres de l'amiral Dubois de La Motte. Le Dunkirk et le Defiance, au sein de l'escadre, lancent alors la chasse. Le Dunkirk aborde l'Alcide, un vaisseau de 64 canons et demande que le capitaine Hocquart de Blincourt rencontre le vice admiral. Le capitaine ayant refusé, le Dunkirk ouvre le feu.
Peu de temps après, le HMS Edgar (en) aborde à son tour l'Alcide, qui transporte 900 hommes de troupe ainsi que le gouverneur de Louisbourg. Le général des militaires embarqués est tué et 30 000 livres sterling capturées.
Dans la bataille, un autre vaisseau français, le Lys, est capturé par le HMS Fougueux.
Le 20 novembre 1759, le Dunkirk prend part à la bataille des Cardinaux, commandés par Robert Digby.
En 1778, le Dunkirk est affecté au service du port sous le commandement du capitaine John Milligan. Malgré son affectation portuaire, le navire est crédité, le 23 décembre 1781, de la capture du navire hollandais De Vrow Esthe, en compagnie du Squirrel (en), de l'Antigua (en) et du Cambridge (en).
Milligan quitte le bord en 1782 et, cette même année, le vaisseau est vendu.